# Akademie esperanta

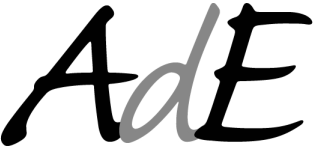
Logo Akademie esperanta

| Esperanto |  |
| |  |
| Jazyk |  |
| |  |
| - Akademie esperanta - Gramatika - Slovníky - Esperantologie - Abeceda - Číslovky - Fundamento - lernu! - Letní škola esperanta                                                                             |  |
| |  |
| Organizace |  |
| |  |
| - UEA - TEJO - E@I - EEU - SAT - Český esperantský svaz - Česká esperantská mládež - Esperantské kluby - Katolíci                                                                                           |  |
| |  |
| Dějiny |  |
| |  |
| - Ludvík Lazar Zamenhof - Časová osa - Buloňská deklarace - Ido-schizma - Krize ata/ita - Neutrální Moresnet - Interhelpo - Pražský manifest - Bona Espero - Esperantské město                              |  |
| |  |
| Kultura |  |
| |  |
| - Esperantská setkání - Pasporta Servo - Hudba - Rozhlas - Finvenkismus - Homaranismus - Kabei - Politika - La Espero - Stelo - Symboly (vlajka) - UK - IJK - Esperantista - Rodilí mluvčí - Zamenhofův den |  |
| |  |
| Literatura |  |
| |  |
| - Autoři - Esperantské časopisy - Esperantské slovníky - PIV - Wikipedie - KAEST |  |
| |  |
| Úhly pohledu |  |
| |  |
| - Propedeutická hodnota - Srovnání s idem - Srovnání s interlinguou - Reformy - Odpor vůči esperantu |  |

Akademie esperanta (v esperantu Akademio de Esperanto) je nezávislá jazyková instituce dohlížející na vývoj jazyka esperanto a dodržování jeho základních principů. Jejím současným předsedou je britský fonetik John Wells. Akademie esperanta byla založena účastníky prvního Světového kongresu esperanta v Boulogne-sur-Mer roku 1905 na popud tvůrce esperanta dr. Ludvíka Zamenhofa a funguje na podobných principech jako Francouzská akademie.
Původní název instituce byl Jazykový výbor (Lingva Komitato) a Akademie, založená roku 1908 a sestávající z jejích nejvýznamnějších členů, byla jejím řídícím orgánem. V rámci reorganizace uskutečněné roku 1948 Jazykový výbor a Akademie splynuly do dnešní Akademie esperanta. Akademii esperanta tvoří zpravidla 45 členů (voleni na devět let, vždy jednou za tři roky se obměňuje třetina) a spravují ji předseda, místopředsedové a tajemník. Korespondenci akademie (včetně e-mailové) vyřizuje tajemník. Činnost v Akademii esperanta není honorována, její provoz je financován z dotací Světového esperantského svazu a z darů.
Mezi úkoly Akademie esperanta patří zkoumat jazykové otázky, vypracovávat slovníky, navrhovat odborné výrazy, revidovat a posuzovat vyšlá díla (včetně učebnic) z jazykového hlediska či bránit jazykovou čistotu esperanta. Obhajuje také esperanto proti konkurenčním systémům. Svá rozhodnutí dává Akademie esperanta na vědomí prostřednictvím oběžníků (Oficialaj Informoj de la Akademio de Esperanto) nebo v oficiálním věstníku (Oficiala Bulteno).
Z Čechů je členem Akademie esperanta informatik Marek Blahuš (od roku 2013), před ním v ní působili literátka Eli Urbanová (✝2012) a spisovatel Karel Píč (✝1995); z dřívějších pak překladatelé poezie Rudolf Hromada a Tomáš Pumpr, propagátor Československa v zahraničí Augustin Pitlík, dlouholetá autorka rubriky „Z esperantského světa“ v Národní politice Julie Šupichová, diplomat Eduard Kühnl či historik Stanislav Kamarýt.